# Parameletus midas
Parameletus midas är en dagsländeart som först beskrevs av Mcdunnough 1923.  Parameletus midas ingår i släktet Parameletus och familjen simdagsländor. Inga underarter finns listade i Catalogue of Life.